# Sayid Maxamed Cabdille Xassan

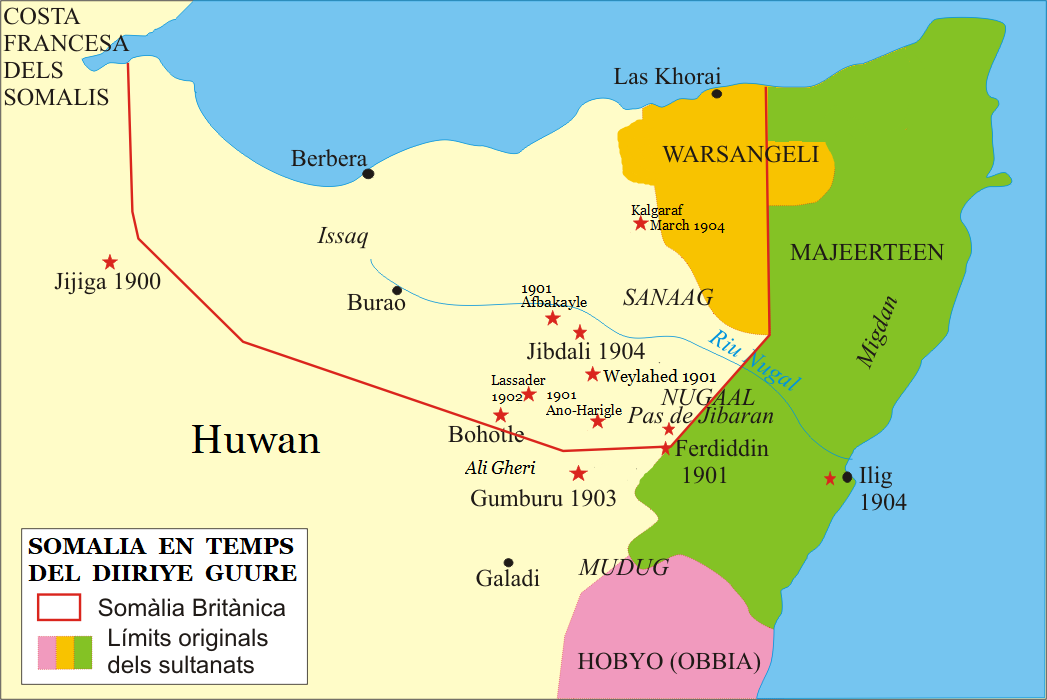
Mapa

El sàyyid Maxamed Cabdule Xasan o, en àrab, Muhàmmad Abd-Al·lah Hàssan (àrab: محمّد عبد اللّه حسن, Muḥammad ʿAbd Allāh Ḥassan) (7 d'abril de 1856 - 21 de desembre de 1920), anomenat pels britànics el Mul·là Boig (Mad Mullah), fou un líder religiós i militar nacionalista somali que va instaurar l'Estat dels Dervixos i va mantenir durant 20 anys una guerra antiimperialista contra italians i britànics. Sayyid Muhàmmad fou un dels primers exemples d'enfrontament entre la xara o llei islàmica i la xeer o costum tradicional somali.

## Naixement i infantesa
Va néixer el 1856 a Kob Faradod o a Kirrit a la vall de Sac-ma-deeqa, un pou d'aigua entre Wud-Wud i Buuhoodle, al sud de la futura Somàlia Britànica. Era el fill gran del xeic Cabdulle i de Timiro Seed. El seu avi el xeic (sheekh) Xasan Nuur, del clan ogadeni, s'havia establert a les terres dels dalbahante i s'havia casat amb una dona dalbahante (1826).
Era membre d'una família de pastors nòmades, però va estudiar l'alcorà després dels 7 anys i va aprendre les 114 sures principals abans dels 11 anys i més tard va esdevenir mestre durant dos anys i després va aprofundir els seus estudis islàmics durant deu anys, viatjant a diversos llocs com Muqdisho (Mogadiscio), Nairobi, Harar i Sudan, rebent ensenyaments de xeics que tenien grans coneixements religiosos.

## Entrada a la confraria dels salahiya
El 1892 va viatjar a la Meca on va trobar al xeic sudanès Muhammad Salah (1853-1917), fundador de la secta Salahiya, que va exercir sobre ell una gran influència. El 1895 va tornar a Somàlia com a representant de la secta Salahiya.
Només arribar a Berbera va refusar pagar la taxa de duanes. L'encarregat l'anava a detenir però l'intèrpret el va aturar dient: "Sir, he mad mullah" (senyor, és un sacerdot boig). Més tard "Mad Mullah" (El sacerdot boig o el Mulla Boig o Mullah el Boig) li fou donat despectivament pels britànics.
Mullah es va dedicar a difondre la seva fe; fins aleshores la influència de la secta Salahiya, una escissió de l'Ahmadiya, era molt limitada; també una altra escissió de la mateixa secta Ahmadiya, els Andarawiya, tenien poca presència. Sayyid Muhammad va començar a predicar contra la degradació moral de la secta Qadiriya, majoritaria a Somàlia, que s'adaptava al colonialisme (a Benadir), i condemnava també la utilització de l'alcohol, el tabac, el cafè, el te, i el khat (Catha edulis, fulles tendres d'un arbre d'un suau efecte narcòtic que creixia a Àfrica oriental i el Iemen); les danses estaven prohibides als seus partidaris incloent la popular dansa hiikow dels somalis urbans que els musulmans pietosos consideraven llicenciosa.

## El fracàs de Berbera
Els seus intents de convertir a la comunitat urbana somali a Berbera van fracassar; la sexta Qadirirya tenia fortes arrels i els ulemes o xeics se li oposaven amb fermesa i fou denunciat als britànics de les seves idees anticolonialistes. La mesquita dels salahiya fou tancada el 1897. Sayid Maxamed va marxar amb els seus seguidors cap al país de la seva mare, terra dels dhulbahante, al sud de la Somàlia Britànica.
Pel camí va passar prop de Daymoole, no lluny de Berbera, on el 1891 s'havia establert una missió catòlica francesa on hi havia un orfenat i en preguntar a un dels orfes pel seu nom li va donar un nom cristià, i en preguntar-li pel seu clan li va dir que era del clan dels sacerdots de l'establiment; això el va afermar en la idea que els missioners estaven cristianitzant al poble i que calia combatre tant als cristians colonialistes com als Qadiriya que toleraven el colonialisme.
Finalment va arribar al seu destí a Qorya-weyn, un pou a uns 50 km a l'oest de Caynaba (Aynabo).

## Creació del moviment daraawiish
Allí va atreure els pastors de la zona i el poble en general va respondre positivament; va fer de mediador per establir els feus dels clans el que el va posar als ulls de la gent al nivell de awliya (sant) enviat per resoldre els conflictes. Això va servir també perquè els britànics els deixessin fer, ja que l'establiment de la pau entre les famílies dels clans i subclans mantenia la tranquil·litat al país. Però la bona entesa entre les famílies reforçava l'autoritat de Sayid Maxamed.
Aquest predicava aspectes de la filosofia salahiya com el rebuig al tawassul o sigui la intercessió dels sants difunts, que considerava una forma de politeisme (xirk) i reclamava un rigorós sotmetiment a la xara, criticant la forma laxa que prevalia en la pràctica religiosa dels somalis; volia barrejar religió i espasa (wadaad i waranleh) i fer la jihad (guerra santa) com una obligació personal (fard al-ayn), ja que els cristians havien envaït el regne de l'islam; va anomenar als seus seguidors com daraawiish i els va donar el turbant blanc (duub cad) indumentària tradicional sufí; en poc temps moltes societats pastorals el van seguir i ja eren més de 5000 el 1898.
A l'abril de 1898 van traslladar la seva seu a Dareema-caddo, un oasi al nord-oest de Buuhoodle, i el moviment van seguir creixent. Maxamed va crear una sèrie d'òrgans per governat a la seva gent: un consell ministerial (qusuusi); un cos de guàrdia (gaar-haye) que garantia la seguretat dels dirigents; un exèrcit (maara-weyn) organitzat en set regiments (Shiikh-yaale, Gola-weyne, Taar-gooye, Indha-badan, Miinanle, Dharbash i Rag-xun) cadascun amb un comandant (muqaddim) de mil homes (van arribar fins a 4000); i el poble (reer-beede), format per la gent dels clans que seguia el moviment dervix o daraawiish.
Així el moviment de Maxamed s'organitzava de la mateixa manera que la germandat Salahiya, amb un ordre jeràrquic estricte i centralitzat. El manteniment de les forces militars fou garantit inicialment per la caritat (siyaaro) que els musulmans estaven obligats a donar als notables religiosos, i quan el moviment va créixer més, van ampliar la recaptació difonent el rumor que el que no s'ajudava als dervixos en la jihad  podia ser assassinat i la seva propietat confiscada.
Maxamed també va fer córrer que tenia connexions divines que l'ajudarien a tirar als infidels a la mar (discurs ben acollit). Es feia dir Aabbe sayidii (Pare i Mestre) quan la tradició a la societat pastoral somali era anomenar-se un a l'altra com a "cosí" (ini-adir).

## Inici de la guerra santa
L'agost de 1898 els dervixos de Maxamed van ocupar Burco (Burao) el que els va permetre controlar els pous d'aigua del Habar Yoonis i el Habar Tol-jecle i fins al país dels dhulbahante.
El 1899 un funcionari britànic va anar a l'establiment de Sayid i li va vendre la seva arma, però en tornar a Berbera va explicar que li havia robat. El consell britànic va enviar una carta a Maxamed ordenant-li restituir immediatament l'arma. L'1 de setembre de 1899 Muxamed va contestar a la carta enviada amb una altra carta en què desconeixia la sobirania britànica. Una assemblea a Burao va proclamar la guerra santa contra britànics, italians i abissinis. El sobirà d'Habar Yonis, suldaan (sultà) Nuur Ammaan, en desacord, va demanar secretament l'ajut britànic, però Maxamed se'n va assabentar i va aconseguir que els habar yonis deposessin al sultà que fou substituït per un sultà més favorable a la causa. Aquesta mateixa política es va seguir amb altres caps de clan.
Poc després els dervixos atacaven un establiment de la secta Qadiriya a Sheikh, una vila entre Berbera i Burao, els habitants de la qual foren massacrats. Els britànics es van alarmar però estaven enfeinats amb la guerra contra els bòers i no van poder fer res. Sota pressió del govern local, el govern de Londres va acceptar reclutar un cos local de tropes per combatre els rebels.

## Política repressiva de Mad Mullah
Maxamed va establir algunes regles com el decret penal conegut com a "voste desafia" (waad-xujowday) per aquells que no obeïen les regles de la secta perquè Maxamed va dir a un home de nom Firin Qodax Faahiye que es negava a complir una obligació "si voste tria la justícia dels infidels abans que la llei islàmica, voste és un infidel; voste desafia el codi islàmic, i la llei el condemna a la pena capital". Firin fou el primer home executat per orde de Maxamed.
Garaad Cali Garaad Maxamuud de la línia Bah-Ararsame del clan dhulbahante fou un dels caps de clan del Nugaal, el centre del domini del Maxamed, al que aquest va demanar suport a finals del 1899. Garaad Cali li va dir que no, ja que els afers polítics eren coses dels caps de clan i els caps religiosos s'havien d'ocupar només de la religió. Llavors Maxamed el va convidar a visitar-lo al seu xarun (quarter) i Cali va acceptar. En la discussió Cali es va afermar com a sobirà del Nugaal i del seu poble, i reclamà obediència a aquesta condició per part de Maxamed. L'enfrontament va esdevenir inevitable. Cali va demanar ajut a Boqor Cismaan sultà de Majeerteen que tenia seu a Bosaso (Boosaaso) i va enviar també una carta al cònsol general britànic a Berbera (equivalent al governador).
Assabentat Maxamed va enviar un grup d'homes que van assassinar Cali. Però aquest fet va provocar que molts abandonessin la causa del sayid. Només els seus parents materns els Cali Geri van romandre al seu costat i tot el Nugaal se li va girar en contra; Maxamed va haver de marxar a l'Ogaden amb els seus parents paterns (1900).

## Període a l'Ogaden
Maxamed es va establir a Haradigeed, al cord dels territoris del clan patern dels Maxamed Subeer a l'Ogaden; va tornar a començar a predicar i a fer de mediador entre línies enfrontades de clans i va tornar a adquirir una reputació de sant; per guanyar més poder es va casar amb el fill d'un dels caps del clan i va donar la seva germana Toox-yar Cabdulle Xasan en matrimoni a un altre dels caps del clan, Cabdi Maxamed Waal.
Abissínia va enviar una força militar que pel camí va atacar i robar als nòmades; els ramats robats foren portats a la ciutat de Jijiga; els pastors van demanar ajut a Maxamed, i el 5 de març de 1900 els dervixos van atacar aquella ciutat i van matar a 230 abissinis, i van poder recuperar els ramats encara que a costa de fortes pèrdues; el juny els dervixos van atacar els establiments de la línia Ciida-gale del clan issaq a Gaaroodi, un oasi entre Oodweyne i Hargeisa i van fer un botí de 200 camells (l'atac fou anomenat "operació Dayax-Weerar" o "Nit de lluna plena"). Aquest atac contra musulmans va tornar a fer perdre suport popular a Maxamed, i encara més perquè fou dirigit per dos xerifs, és a dir dos suposats descendents directes del Profeta. Els issaq per la seva banda van demanar ajut als britànics.

## Complot de Gurdumi
Aviat la rivalitat va créixer entre Maxamed (que era de la petita branca dels Bahgeri-xamar) i els caps del clan Maxamed Subeer. Un cap del clan, Shire-Dhabarjilic Xasan-Jiijiile, que va refusar entrar a la confraria, va ser assassinat a la seva residència i el seu cos fou trepitjat expressament pels cavalls; Maxamed fou acusat de la seva mort i els ancians del clan van decidir secretament assassinar al sayid i als membres del seu consell.
El pla, conegut com a "complot de Gurdumi", va fracassar al darrer moment després de mesos de preparació; Maxamed va sortir il·lès; el seu col·laborador Aw-Cabbas, va caure a cops de llança dels conspiradors; alertades les forces dels dervixos, aquestes prengueren el control de la situació i van massacrar als guerrers del clan; després els nòmades del clan foren atacats i els seus ramats confiscats; aquesta confiscació, coneguda com a Garab-cas, va deixar als Maxamed Subeer sense bona part de la seva propietat.
Maxamed es va desplaçar a Dhiito on els Maxamed Subeer li van enviar una delegació de pau formada per 32 dels seus principals homes entre els quals el cunyat del sayid, Cabdi Maxamed Waal. Maxamed va fer detenir als delegats i els va fer encadenar, i va exigir pel seu alliberament un pagament en diners per la mort de Aw-Cabbas, el retorn de dos revòlvers que havia perdut durant la lluita, i cent camells per cada home (3200 en total); el clan no va poder pagar els camells i quan es va acabar el termini Maxamed va ordenar l'execució dels ostatges. Els Maxamed Subeer es van aliar llavors als abissinis. La mort dels ostatges, que eren una delegació de pau, era considerat un greu crim entre la societat pastoral somali, i va fer caure completament el prestigi dels dervixos ja molt damnat abans. Els fets a més van córrer de boca en boca per tota Somàlia.

## Retorn al Nugaal
Una força combinada dels abissinis i els ogadeni Maxamed Subeer van atacar els daraawiish, i els van obligar a fugir a l'est cap a la vall de Nugaal que havien abandonat dos anys abans. El seu retorn va crear alarma entre les dues entitats que formaven el gruix de la Somàlia Italiana: els soldanats protegits de Majeerteen (Migirtinia) sota el sultà Boqor Cismaan, i de Hobyo (Obbia) sota el sultà Cali Yuusuf Keenadiid. La tercera entitat de la Somàlia italiana era la costa de Benadir, que formava la colònia (sota domini directe).
Però els més alarmats foren els clans del protectorat britànic, ja que després d'uns mesos d'inactivitat o de poca activitat (entre març i agost) l'agost va atacar sobtadament al grup Aidegalla i va obligar a tots els clans amics dels britànics a fugir del Hawd en absoluta confusió; al setembre fou el grup Habr Awal el que fou atacat.

## Primeres expedicions britàniques
Al Jubaland va esclatar una revolta dirigida pel subclan awlyahan (part dels ogadeni) encapçalats per Cabdurraxman Mursaal, que va acabar amb la mort del sub comissionat britànic Arthur Jenner a finals del 1900, però les dues revoltes no van tenir contacte i la revolta a Jubaland fou dominada per una expedició britànica el 1901.
Els britànics van decidir organitzar una expedició contra els dervixos, i el novembre de 1900 va arribar al protectorat el tinent coronel E. J. E. Swayne que va organitzar l'expedició al mateix temps que enviava al major A. Hanbury per coordinar les forces amb els abissinis.
Aquesta expedició va sortir de Burao el 22 de maig de 1901, amb 21 oficials britànics i 1500 soldats somalis (500 muntats). Els britànics van destruir el lloc de naixement del Mul·là a Kob Faradod, i altres llocs, però evitant sempre destruir mesquites; en el primer combat contra els dervixos es van utilitzar metralladores que van devastar el camp dels rebels (Afbakayle, 3 de juny); el segon combat fou a Fardhidin (16 de juliol). Els britànics van perseguir als seguidors del Mul·là dia i nit però aquests, bons coneixedors del terreny, no es van deixar agafar i finalment els britànics es van retirar. Les baixes dels dervixos es van estimar en 1200 morts i ferits i els van agafar 800 presoners incloent alguns notables. El Mul·là no va poder reprendre l'activitat fins a l'octubre de 1901 i va recuperar armament mitjançant el contraban el gener de 1902 moment en què els dhulbahante es van posar de nou al seu costat.

## Expedicions dels 1902 i 1903
El juny de 1902 el Mul·là disposava de 15.000 homes (12000 muntats i 1500 amb fusells). Els britànics van organitzar una expedició que disposava de 2000 soldats (quasi tots somalis) amb fusells. L'operació va acabar amb la batalla de Beerdhiga (Eeragoo o Erigo) el 4 d'abril de 1902, amb victòria britànica sense assolir cap resultat decisiu. Els dervixos van tenir 1400 baixes, molts presoners i 25000 camells a més d'altres animals. Els dervixos es van poder retirar cap al districte de Mudug.
La força britànica (ja eren uns 2400 soldats dels quals 1500 eren reclutes locals) es va augmentar amb 900 homes d'Àfrica i 300 d'Índia. El 1903, sota la direcció suprema del Brigadier Manning, una forta columna va avançar cap al sultanat d'Obbia i va entrar al Mudug i un altre va operar a la línia Berbera-Bohotleh. Mentre una força de 5000 abissinis dirigits per oficials britànics va avançar pel Webi Shebeli, per evitar una retirada cap aquesta zona. L'avanç cap a Hobyo es va iniciar el 22 de febrer de 1903 i el Mul·là es va retirar immediatament cap a Walwal i Wardair. Només en alguna ocasió les avançades britàniques van trobar forces rellevants de dervixos i es van lliurar les batalles del turó de Cagaar-weyne (Gumburo) el 17 d'abril de 1903 (on els britànics van perdre 9 oficials i 189 soldats, però les baixes dels dervixos foren de 2700 homes) i de Daratoole o Daratoleh, el 22 d'abril de 1903 on els dervixos van perdre molts homes mentre els britànics només 2 oficials i 13 soldats (4 oficials i 25 soldats ferits). Mentre els abissinis van derrotar els dervixos al Webi Shebeli, on van morir un miler de rebels (31 de maig de 1903). Després d'aquesta batalla el Mul·là va fer un gir brusc cap a l'est en direcció a la vall de Nugaal, i fou impossible interceptar-lo i altre cop l'expedició va retornar sense resultat definitiu.
El 1903 els biimaal, un clan que vivia entre Marka i el Webbi Shebelli (riu dels Lleopards) a la Somàlia italiana, es va revoltar. Maxamed tenia contactes amb els Biimaal a través del xeic Cabdi Gafle, però mai va actuar conjuntament amb ells (finalment la revolta fou liquidada pels italians el 1908).
El coneixement del terreny i de les tàctiques a emprar, la determinació i l'organització foren les causes de les repetides mitges victòries dels dervixos fins a la darrera batalla (el 1904), quan les tàctiques de guerrilla foren depreciades després de tantes victòries, i es va passar a una tàctica convencional.

## Expedició britànica del 1904
L'expedició de 1904 es va preparar amb entre 8000 homes (contra entre 6000 i 8000 dervixos). Els britànics havien fixat una posició a Galadi, al Hawd, per evitar una fugida dels dervixos cap al sud i al desembre de 1903 el comandant en cap, general Charles Egerton, va concentrar les seves forces a Wadamego. El dia 20 de desembre, Kenna, amb una força a cavall, es va dirigir a Badwein per comprovar la força de l'enemic. Els rebels estaven concentrats a la plana de Jibdali (o Jidbaale), un oasi al nord de Laas Caanood, i el general Egerton va moure les seves forces a 35 km a l'est de Badwein (dia 9 de gener) i l'endemà a la matinada arribaren a Jidbaale on els dervixos foren atacats i derrotats completament (10 de gener de 1904). Els rebels van fugir cap al nord en direcció a Jidali i al territori italià. Els britànics només van tenir 3 oficials morts (morts en total 27) i 9 de ferits (total de ferits 37); entre aquesta batalla i els enfrontaments durant la persecució els dervixos van tenir entre sis i set mil baixes (entre morts i ferits); els dervixos van fugir cap al sultanat de Majeerteen, perseguits pels britànics. La segona batalla va tenir lloc prop d'Ilig el 21 d'abril de 1904 i els dervixos foren derrotats.
Douglas Jardine, Secretari de l'administració de la Somàlia Britànica entre 1916 i 1921 escriu que el Mul·là va atribuir el fracàs de la seva missió religiosa a les condicions polítiques de la zona i a la manca de pietat dels seus seguidors; sembla que no va valorar la importància de les aliances dels clans a l'hora de donar-li suport o de retirar-li. La seva conclusió era que per assolir els seus objectius religiosos havia d'afegir un projecte polític, que era la substitució de la seva autoritat temporal en lloc dels líders dels clans i la dels colonialistes i que havia d'imposar aquest projecte pel foc i l'espasa.

## Aliances del Mul·là
Maxamed no tenia bones relacions amb el sultà Boqor Cismaan (Bokor Osman Mahmud) de Majeerteen després del fracàs del matrimoni projectat amb la seva filla Qaali, però li va enviar un missatge demanant ajut; però els italians, pressionats pels britànics, van obligar a Boqor a no donar cap ajut ni refugi als dervixos.
Els dervixos van haver de lluitar amb forces lleials a Boqor (que sembla que en realitat van deixar passar als dervixos) i finalment va arribar a Ilig, un port estratègic a la costa de l'oceà Índic, on van romandre sense ser atacats, i es van poder reposar. El prestigi de Maxamed estava greument afectat, la seva base econòmica (els ramats) perduts, i les seves forces havien passat d'uns 8000 a uns 800 homes.
Maxamed, que ja tenia quatre dones (i s'havia divorciat algunes vegades per poder casar-se, ja que només podia tenir un màxim de quatre mullers segons la llei islàmica) va demanar la mà de la germana de Maxamuud Cali Shire, fill del poderós garaad Cali Shire de Warsangeli, i la germana de Islaan Aadan de la línia Cumar Maxamuud dels majeerteen, i es va casar amb les dues. Aquesta aliança li va permetre reconstruir les seves forces; a més l'aliança amb els warsangeli li va donar accés a Laas Khoray (o Las Qoray o Maakhergoosh), una porta amb Aràbia per on podia rebre armes i municions.
En aquest temps a Ilig va compondre nombrosos versos (que en part foren usats com a propaganda de guerra). Xaaji Cabdille Shixiri, de la família Tol-jecle del clan issaq, un dervix, va esdevenir mediador entre els italians i Maxamed; en una entrevista amb Giulio Pestolozzi, el representant diplomàtic d'Itàlia a Aden, li va transmetre una carta del Mul·là. Aquest, a causa de la seva derrota acceptava que se li donés un territori per governar-lo segons els principis de la seva religió, entre Ayl i Garacad i entre l'oceà i el Nugaal. El sultà de Hobyo, Yuusuf Cali Keenadiid, deposat el 1903 pels italians per refusar un desembarcament britànic amb intenció d'atacar els dervixos per l'esquena mentre altres forces britàniques els atacaven des de la Somàlia Britànica (la batalla de Cagaarweyne o Gumburo del 17 d'abril del 1903), i que havia estat deportat a Assab a Eritrea, havia de ser reposat al tron.

## Estat dels Dervixos
Els britànics va oferir un salconduit a Maxamed perquè es retirés a l'exili a La Meca, però l'oferta va quedar sense resposta; des del març de 1904, el mul·là ja havia iniciat alguns contactes amb funcionaris de la Somalilàndia italiana per a negociar una treva entre els dervixos i els britànics. Després de llargues negociacions dutes a terme pel cònsol italià Giulio Pestalozza, el 5 de març de 1905, Maxamed va signar a Illig una treva amb els britànics i els etíops, amb la promesa de posar fi als seus atacs a canvi de la cessió dels territoris del Nugaal entre el sultanat de Majeerteen i el sultanat d'Hobyo seria governat pel Mul·là com a dirigent dels dervixos. L'acord garantia als daraawiish drets d'aigua i pastures a la Somàlia Britànica, i la llibertat religiosa i de comerç però amb la prohibició de comerciar amb armes i esclaus. Itàlia esperava eliminar la influència dels dervixos a la seva pròpia colònia de Benadir, però més tard els clans dels Biyamaal i Wacdaan del Benadir seran els primers a revoltar-se contra els italians.
Tot i la prohibició, Maxamed va començar immediatament a importar armes. També va iniciar una estratègia de sabotatge contra l'administració colonial i contra els clans lleials a Itàlia o Gran Bretanya. Es va apoderar de Mudug i va atacar també llocs del soldanat d'Hobyo. El trencament del tractat però, era vist com una cosa poc honorable pels somalis.

## El complot de l'arbre del mal consell
El moviment dervix es va veure seriosament afectat per una carta que va començar a circular entre els membres, en la que el cap de la secta Salahiya, xeic Maxamed Salah, que vivia a la península Aràbiga, repudiava a Maxamed i el deixava de considerar musulmà en part pel seu casament amb la dona majeerteen. El cadi (jutge) Cabdallah Koryo va donar suport a la fàtua de Salah i fou executat per orde del Mul·là.
Uns quatre-cents dervixos es van reunir en secret a Gubad, un oasi a uns 50 km al sud d'Ayl, per conspirar contra el sayid. La reunió, coneguda com a Canjeel Talawaa (L'arbre del mal consell) es va fer sota un arbre i es va discutir sobre matar el Mul·là, substituir-lo per un altre xeic que continués la guerra santa, o substituir-lo per un altre xeic menys bel·ligerant; la darrera proposat fou acceptada i els dervixos van començar a desertar en massa.
Maxamed, informat per un dels conspiradors penedits, Shire Cumbaal, va llençar als seus lleials contra els conspiradors i finalment, després d'un temps de lluita, es va poder imposar, però el moviment va sortir molt desmoralitzat. Els opositors de Maxamed foren executats sumàriament incloent homes molt pietosos.
Hi va haver en els següents mesos alguns intents de matar-lo, el més important el fet per una de les seves dones que el volia enverinar.
El 1906 el xeic Cali Nairobi, del clan dhulbahante, va establir una assemblea o jamaac a Baardheera, al riu Juba; els britànics el van acusar de treballar amb els awlihan i ser un agent de Cabdurraxman Mursall que s'havia revoltat al Jubaland (1900-1901). També van acusar de ser hostil al cap mareexan Shire Jamaac; els britànics els situaven sempre en l'òrbita del Mul·là (el 1910 els atribuïen connexions amb el lloctinent de Maxamed, Cabdullaahi Mogo Iga) però no consta cap relació efectiva.

## Segona guerra santa
El 1907 ja tornava a estar a punt per a la guerra i va començar a fer atacs de poca volada. El 1908 les incursions contra els veíns van provocar l'atac britànic al Sanaag i la dispersió dels dervixos d'aquesta zona. El 1909 el moviment va establir la seu a Caday-Dheero i tornava a estar en guerra santa, amb un trencament virtual de l'acord de pau de 1905; els britànics no volien perdre homes i diners a Somalilàndia (l'oposició parlamentària criticava al govern per aquest fet) i preferien mantenir la pau; van enviar al general Sir Reginald Wingate, governador general del Sudan i expert en el moviment dervix, junt amb l'antic mercenari austríac i ara general, Rudolf Slatin, que van oferir un bon acord. Però el Mul·là el va rebutjar (novembre de 1909).

## Retirada britànica i període del "mal menjar"
Els britànics només podien fer una cosa, retirar-se del país però van escollir una opció menys radical, i van decidir retirar-se a les posicions principals de la costa, Berbera, Zeila (Zeyla) i Bulhar (Bullaxaar); als habitants de l'interior membres dels clans lleials, sobretot els issaq, els van donar armes, però els clans que no tenien tractats amb els britànics (com els dhulbahante), foren abandonats a la seva sort.
Aquest període, conegut històricament com a xaraama cuna ("el temps del mal menjar") va produir enfrontaments i escassetat i les armes en poder dels issaq no van servir contra els dervixos sinó que van produir principalment enfrontaments entre branques del mateix clan o amb altres clans, i la situació no va parar de deteriorar-se. Els britànics van intentar mobilitzar contra els dervixos als clans que suposaven hostils, els dhulbahante, els habar yoonis, habar tol-jecle dels isaaq i els ciisa maxamuud dels majeerteen. La matança dels cise maxamuud en l'anomenada "Carnisseria d'Ilig Daldala" (amb la mort de centenars de persones tirades del cim de les roques d'Ilig a la mar) fou una de les conseqüències. Entre 1909 i 1912 van morir almenys un terç dels nòmades somalis.

## Període 1912-1913
El 1911 els dervixos es van traslladar a Dameero, i finalment el 1912 a Taleex al cor de la vall del Nugaal que era una posició central entre Hawd, la mar Roja, l'oceà Índic, el soldanat de Majeerteen, el soldanat d'Hobyo i la Somàlia Britànica (estava a similar distància de tots aquests punts), tenia aigua abundant i pastures. Allí van construir les seves fortaleses més estratègiques, en nombre de quatre: Silsilad (amb capacitat per dos mil soldats i cinc mil animals), Falaad (residència del Mul·là i el seu consell), Daawad (pels hostes), i Eegi o Daar-Ilaalo (posició avançada); també van construir set fortins entre 15 i 65 km de Taleex (Daar-cad, Gacal-guule, Xalin, Dhumay, Geeda-mirale, Cawshaan i Nuguul). Fora de la vall del Nugaal es van construir 23 posicions militars de vigilància a les fronteres de la Somàlia Britànica, Majeerteen, Hobyo, la Somàlia Italiana i Abissínia.
El 1912 els italians van intentar expandir-se cap a la regió de Hiiraan i van establir una posició a Mahaday. Mad Mullah va enviar un exèrcit de 900 homes dirigits per Xaaji Maxamuud Macalin "Cagadhiig" cap a Doh i Ceelgaab, per reunir-se amb les forces del germà del Mul·là, Khaliif Sheekh Cabdille, i avançar cap a Hiiraan per establir una posició a Beledweyne. El 1913 la regió d'Hiiraan va caure en mans dels dervixos i es va construir la fortalesa de Beledweyne, la construcció de la qual fou encarregada a un home anomenat Cali Jalax mentre Xaaji Maxamuud Macalin "Cagadhiig" fou nomenat comandant en cap a Hiiraan.

## Els fets de 1913 i 1914; la Camel Corps
El 1913 els dervixos dominaven tot l'interior de la península de Somàlia i van aturar tot el comerç perjudicant les ciutats de la costa on va créixer el descontentament sobretot contra els britànics. Els britànics van enviar forces natives de la Somaliland Camel Constabulary a controlar l'interior, sota el comandament del coronel Richard Corfield, que no va tardar a restablir l'ordre a la part occidental i central del protectorat, però tenia orde de no atacar el Mul·là a la part oriental; orde que finalment va esdevenir impossible pels constants atacs dels dervixos a pobles sota control de les forces britàniques.
L'agost de 1913 un contingent dervix dirigit per Aw-Yuusuf Sheikh Cabdulle, germà de Sayid Maxamed Cabdulle, va atacar un establiment dels habar yoonis prop de Burao i es va emportar molts camells. Un contingent britànic va empaitar als dervixos i finalment els dos grups es van enfrontar a Ruuga (Dulmadooba), prop d'Oodweyne, a la part oriental de la Somàlia Britànica (9 d'agost de 1913); el coronel Corfield va morir a la lluita i el prestigi del Mul·là va augmentar; llavors va compondre el poema "La mort de Richard Corfield".
Els britànics van formar llavors la Somaliland Camel Corps (1914), com a cos reforçat per dirigir la lluita.
Després de la victòria del 1913 els dervixos van consolidar la seva posició i van construir tres forts a la zona de les fonts del Shimbiris, estratègicament situats. Això va deixar les forces rebels a només 50 km de la principal guarnició britànica, Burao. Les guarnicions eren subministrades des de la costa a uns 250 km al nord. Els britànics van decidir atacar Shimbiris i van atacar el 17 de novembre de 1914 però es van haver de retirar després d'onze hores de lluita.

## Atac a Berbera
El febrer de 1915 finalment els britànics van poder destruir els forts utilitzant càrregues explosives; els defensors van morir a l'interior. En revenja els dervixos van decidir atacar Berbera; el març, dirigits per Mujaahid Seeraar Shawe, coneixedor del terreny, es van acostar a Cillaan Bidoole però van trobar el pas tallat per una guarnició britànica que vigilava els passos de la muntanya; es va fer un atac sorpresa de nit (13 de març de 1915) i l'endemà els dervixos entraven a Berbera destruint tot al seu pas, i després es van retirar. L'assalt va causar consternació entre els britànics que van retirar de Berbera a tot el personal no essencial.

## Aliances internacionals
Maxamed va formar aliança amb el nou emperador d'Abissínia, Lij Yasu (que va pujar al tron el desembre de 1913 i era simpatitzant de l'islam al qual es va convertir l'abril de 1916) que va establir la seva cort a Dire Dawa. Lij va enviar a Taleex (agost del 1916) a un tècnic alemany, Emil Kirsch, per ajudar els dervixos a fabricar armes, però que fou una aliança de curta volada (el 27 de setembre de 1916 Lij Yasu, fou deposat). Emil Kirsch va acabar empresonat com a infidel blanc, fuetejat i va morir de set quan provava d'escapar-se.
També es va aliar amb l'Imperi Otomà, i el sultà turc el va nomenar com a "Amir" de Somàlia (segons uns documents trobats pels italians en poder del xeic Axmed Shirwac Maxamed quan fou detingut el 1917) però igualment fou una aliança amb poc futur (l'Imperi Otomà va acabar desapareixent després de la I Guerra Mundial).

## Període de la I Guerra Mundial
Entre 1914 i 1918 la Guerra Mundial va deixar quasi lliure al Mul·là. La marina britànica va aconseguir bloquejar la costa per evitar al màxim l'arribada d'armament i va poder ocupar una fortalesa de Maxamed a Shimber Berris a la part alta de la vall d'Ain (1915). Quan els defensors dervixos van abandonar la fortalesa sense permís del Mul·là, aquest els va fer castrar; no va estalviar càstigs cruels a les dones i nens, i en un enfrontament el maig del 1916 amb els warsangali, va ocupar la ciutat de Las Khorai i va fer matar 300 dones i criatures.
El 3 de març de 1915 les forces aliades del sultà de Mudug (Hobyo), les forces de l'antiga dinastia Ajuuraan d'Obbia, i els italians van iniciar una ofensiva a Hiiraan i la fortalesa de Beledweyne fou assetjada tres dies sense èxit i els atacants es van retirar.
El 1915 es van tornar a rebel·lar a Jubaland el awlyahan dirigits per Cabdurraxman Mursaal que reclamava que el territori entre Serenli and Wajir li havia estat cedit pel governador britànic de l'Àfrica Oriental Sir Henry Belfield; el desembre de 1915 els awlyahan van atacar Samburu una posició al Northern Frontier District (NFD) del Protectorat de l'Àfrica Oriental i van saquejar propietats del clan mareexaan (marejan). El tinent Francis Elliot, comissionat del districte amb seu a Serenli va exigir reparacions però Serenli fou atacada i Elliot va morir a la lluita; durant 18 mesos els rebels van assolar el Jubaland i el Northern Frontier District (NFD); però altre cop, tot i que s'informava del contrari, Maxamed no va cooperar en aquesta rebel·lió, que finalment fou suprimida per tropes enviades pels britànics el 1917 (el líder va fugir i se li va perdre el rastre).

## Període 1918-1919
El 1918 Maxamed va decidir traslladar el seu quarter general al Sanaag. Aquest canvi era causat per la necessitat de tenir bases properes a la costa de Maakhir per on arribaven els avituallaments d'armaments. Alguns consellers proposaven establir la seu a Ilig o a Eyl, a la costa de l'oceà però el Mul·là va optar per Sanaag on ja hi havia quatre fortins: Jiidali, Surad, Badhan i Gal-baribuur. El primer fou escollit com a quarter principal però finalment un nou fort fou construït a Midhisi o Midhish, una vila de muntanya de difícil accés al Sanaag, però mal comunicada amb altres llocs, el que els va impedir conèixer els preparatius que feien els seus enemics.

## El final del moviment daraawiish
Els britànics havien incorporat al seu exèrcit els avions i planejaven utilitzar-los. A finals de 1919 es va enviar la Força Z de la RAF a Berbera sota comandament del capità R. Gordon Disposava de 12 avions DH9 un dels quals ambulància, 36 oficials (4 metges) i 189 d'altres rangs (25 homes com a personal mèdic) i amb combustible per operar uns sis mesos. Es va fer circular el rumor de què s'havien de fer unes prospeccions i els oficials de la RAF van arribar a Berbera el novembre vestits com a tècnics civils per evitar filtracions. Així, amb l'excusa de les prospeccions, es van preparar camps d'aterratge a Berbera i Burao, a 150 km del fortí d'Eli Dur Elan, on se sospitava que hi havia el Mul·là.
El desembre van arribar aprovisionaments que junt amb 2000 camells es van enviar a l'aeròdrom de Burao. El 30 de desembre els avions van arribar a Berbera i el mateix dia el governador Archer va enviar a fer un vol d'observació i es van tirar octavetes exigint la rendició i oferint per la captura del Mul·là 5000 piastres, entre 5000 i 1100 pels seus germans, i entre 250 i 500 pels seus fills i consellers.
El gener de 1920 una patrulla de la força britànica dels King's African Rifles (KAR) es va amotinar i va matar el seu oficial tinent Frank Dawson-Smith; els amotinats van fugir amb les seves armes cap a la frontera etíop i després cap al campament del Mul·là.
El 19 de gener els avions britànics eren a Burao i el 21 de gener estaven a punt per bombardejar els forts de Medish (Mirash) i Jid Ali. El bombardeig va començar aquell dia i va matar a la germana de Maxamed; també un home que estava prop d'aquest va morir però el sayid se'n va lliurar. Després de 4 dies de bombardejos, en què la major part dels ramats i bestiar va morir, es va decidir iniciar les operacions de la Camel Corps.
El 27 de gener el Camel Corps era a Jid Ali que fou ocupada sense resistència; el Mul·là havia fugit cap a Taleex. El 29 de gener els avions van sobrevolar Taleex i l'1 de febrer van prendre fotografies que no mostraven activitat militar però si una enorme fortalesa. Es va construir un nou aeròdrom a Gaolo. El 5 i 6 de febrer un capità britànic amb membres d'un clan lleial de Gaolo, van atacar una caravana del Mul·là i van capturar 14000 camells.
El dia 9 de febrer el Camel Corps va arribar davant de Taleex, i Mul·là va fugir aquest dia amb 70 persones, perseguit pels atacants. Mul·là amb tres homes i el seu fill es va separar de la resta, i els britànics van encerclar a aquests i els van matar o capturar (sis fills del Mul·là van morir en aquesta lluita i altres sis fills, quatre esposes, quatre filles i dues germanes foren capturats).
Quan va estar llest l'aeròdrom es va bombardejar el fort (ja abandonat) amb bombes incendiàries. Els animals van morir tots. Les pèrdues britàniques en tota l'operació foren 2 soldats morts i 4 ferits.
Les tropes dels dervixos van fugir de la vall del Nugaal cap a l'Ogaden on es van reagrupar, però va esclatar una epidèmia de verola i va delmar homes i ramats. Maxamed va arribar a Abissínia només acompanyat del seu fill gran i tres guarda espatlles. El governador britànic va enviar una delegació de pau a Maxamed, convidant-lo a rendir-se i oferint-li un establiment religiós a l'oest de la Somàlia Britànica. El Mul·là va refusar la rendició, i va voler fer una demostració de força atacant als issaq a la zona de la frontera amb Abissínia i capturant alguns ramats; però els issaq, emparats pels britànics i organitzats, dirigits per Xaaji Warsame Bullaale(conegut també com a Xaaji Waraabe), van iniciar un atac contra els dervixos.
Mul·là i els membres del seu consell van fugir cap a Iimay al país Arusi (Abissínia) on van començar a construir tretze posicions militars. Però Maxamed va morir abans del seu acabament d'una grip el 23 de novembre o el 21 de desembre de 1920, als 56 anys. El moviment dervix va morir amb ell i es va dissoldre poc després.